# Фокина, Вера Петровна
Вера Петровна Фокина (урождённая Вера Петровна Антонова; 3 августа 1886 — 29 июля 1958, Нью-Йорк) — русская балерина.

## Биография
Вера Антонова окончила Императорское театральное училище и поступила в труппу Мариинского театра в 1904 году.
В следующем году она вышла замуж за Михаила Фокина и танцевала с ним в сезонах русского балета Сергея Дягилева, а затем в Стокгольме, Копенгагене и США, куда семья эмигрировала в 1919 году.
В 1905 году у Фокиных родился сын Виталий (1905—1977), также ставший хореографом.
В 1910 году исполнила партию царевны в балете «Жар-птица», с Михаилом Фокиным танцевала в балетах «Шехерезада»,"Шопениана", «Видение розы».
Умерла в Нью-Йорке 29 июля 1958 года, похоронена рядом с мужем, Михаилом Фокиным на кладбище Фернклифф.